# Clube Náutico Almirante Barroso
O Clube Náutico Almirante Barroso é um clube brasileiro e social da cidade de Itajaí, litoral do estado de Santa Catarina. É proprietário do Estádio Camilo Mussi, localizado na rua Almirante Barroso, no centro de Itajaí. O Barroso foi fundado após desentendimentos entre os membros de seu conterrâneo, Clube Náutico Marcílio Dias.

## História
A história do Barroso começa em 1919, e tem uma relação íntima com o mar e os rios que abraçam Itajaí. O Clube foi fundado no dia 11 de maio, em reunião no “Grande Hotel” com cerca de 40 sócios para a prática do remo.
O surgimento do Almirante partiu de uma desavença com seu irmão um pouquinho mais velho, o Marcílio Dias. Parte dos sócios não concordava com a eleição da Madrinha dos dois primeiros barcos, chamados “Yara” e “Yarê”. A votação que terminou em empate entre Marieta de Moro e Virgínia Fontes, acabou pela escolha da primeira candidata e a demissão de quase metade dos sócios.
A pedra fundamental da primeira sede foi lançada exatamente no dia 29 de junho de 1919 e era localizada na Rua Pedro Ferreira. A inauguração aconteceu pouco depois, em 1920, onde os atletas se reuniam para confraternizações e práticas esportivas. A competente equipe de remo ficou no topo dos campeonatos estaduais nos anos de 1920, 1921, 1927 e 1928.
O início do futebol profissional foi no ano de 1949 quando foi feita uma fusão com o time do Lauro Müller (que havia sido campeão estadual em 1931). Com a inauguração do Estádio Camilo Mussi, em 1956, atletas profissionais e amadores passaram a jogar no Barroso, que já estava com nova sede, agora na rua Almirante Barroso, no centro.
O Barroso sagrou-se campeão municipal em 1959 e vice-campeão estadual em 1963. Em 1972 o Barroso encerrou as atividades no futebol profissional cumprindo a missão de revelar jogadores como o goleiro Diogo e o lateral esquerda Alvacir, ambos vendidos para o Corinthians, além de jogadores convocados para a seleção catarinense como Nelinho, Elio, Deba, Mima e Godeberto. A partir daí dedicou-se aos campeonatos internos para sócios, que até hoje está entre os mais tradicionais da região.

### Volta ao futebol
No dia 3 de março de 2016, as diretorias do Almirante Barroso junto ao Sport Clube Litoral confirmaram uma parceria, onde o Litoral assumiu a parte administrativa do time de futebol com o nome do Clube Náutico Almirante Barroso, para jogar a Série B do Campeonato Catarinense e retomar tanto as atividades do futebol profissional. No mesmo ano, o time conquistou a Série B do Campeonato Catarinense. Em 2017, foi rebaixado para a Série B novamente, na qual jogou no ano de 2018 e em 2019 foi bicampeão da Série B do Catarinense.

### Novo encerramento
Entre 2016 e 2020, o Barroso retornou ao futebol profissional através de uma parceria realizada com o Sport Club Litoral, com a administração do time profissional do Barroso sendo responsabilidade do Navegantes Esporte Clube, no formato de clube-empresa. A parceria ofereceu ao time profissional o compartilhamento do espaço físico com os sócios mediante melhorias que beneficiaram as duas partes, representando este clube que está próximo de completar seu centenário e já faz parte da história dos itajaienses. Em 2020 iria disputar a Série A do Campeonato Catarinense, mas a parceria foi encerrado, pois o contrato não foi lucrativo e o futebol não se consolidou.

## Títulos
| ESTADUAIS  | ESTADUAIS                        | ESTADUAIS  | ESTADUAIS         |
|            | Competição                       | Títulos    | Temporadas        |
|            | Campeonato Catarinense - Série B | 2          | 2016 e 2019       |
| MUNICIPAIS | MUNICIPAIS                       | MUNICIPAIS | MUNICIPAIS        |
|            | Competição                       | Títulos    | Temporadas        |
|            | Campeonato Itajaiense de Futebol | 1          | 1959              |
|            | Torneio Início da LID            | 3          | 1960, 1961 e 1963 |
| ---------- | -------------------------------- | ---------- | ----------------- |

## Estatísticas

### Participações
| Competição     | Competição             | Temporadas | Melhor campanha       | Estreia | Última | P | R |
| Santa Catarina | Campeonato Catarinense | 12         | Vice-campeão (1963)   | 1949    | 2017   |   | 1 |
| Santa Catarina | Série B                | 3          | Campeão (2016 e 2019) | 2016    | 2019   | 1 | – |
| Santa Catarina | Copa Santa Catarina    | 2          | Grupos (2018 e 2019)  | 2018    | 2019   |   |   |